# Geelkruinzanger
De geelkruinzanger (Myioborus flavivertex) is een zangvogel uit de familie Parulidae (Amerikaanse zangers).

## Verspreiding en leefgebied
Deze soort is endemisch in het Santa Martagebergte in noordoostelijk Colombia.